# Alonso Berruguete

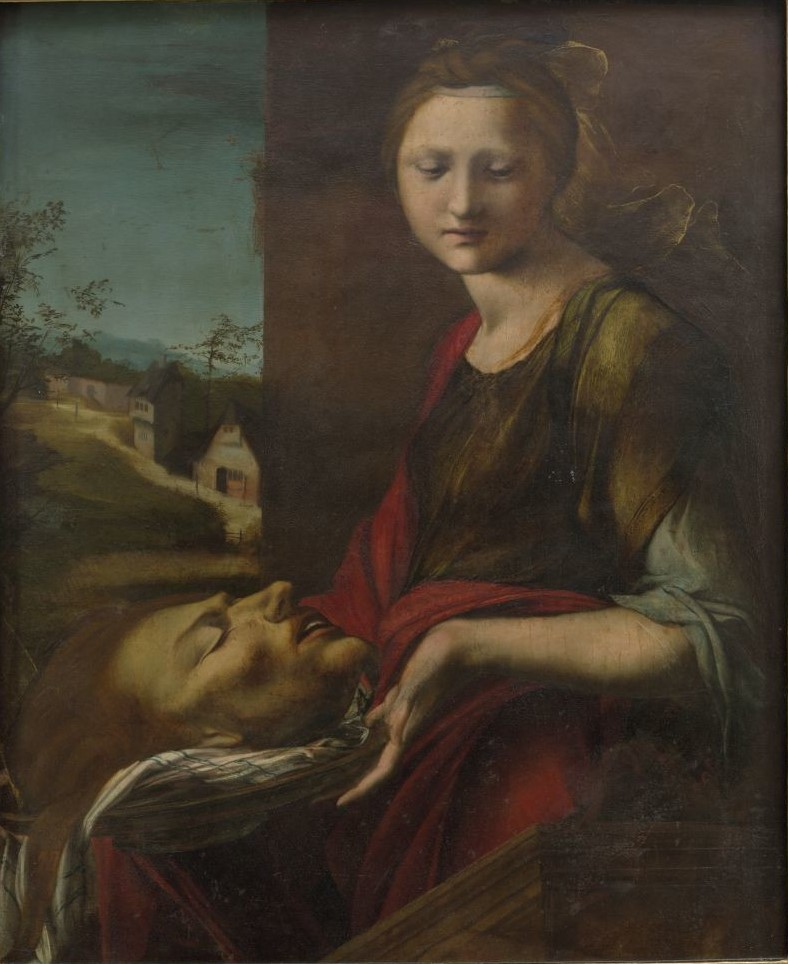
Salomé.

Alonso González de Berruguete (Alonso Berruguete) (1488 — entre 13 e 26 de Setembro de 1561) foi um pintor, escultor e arquiteto espanhol. Foi considerado o mais importante escultor da Renascença na Espanha e é conhecido por suas esculturas emotivas que mostram o êxtase ou o tormento religioso.
Nascido em Paredes de Nava, Berrugete estudou arte com seu pai, Pedro Berruguete. Após a morte dele, em 1504, viajou para a Itália para continuar seus estudos, permanecendo em Roma e Florença. Acredita-se que tenha estudado com Michelângelo. Suas pinturas na Itália mostravam uma influência maneirista, sendo comparado a Jacopo Pontormo e Rosso Fiorentino.
Voltou para Espanha em 1517 e em 1518 foi contratado como pintor e escultor da corte por Carlos V. A partir dessa data, se concentrou na escultura.
Suas obras podem ser encontradas nos seguintes locais:
- Salamanca (faculdade irlandesa)
- Catedral de Toledo
- Hospital de São João Batista (Toledo)